# Präventive Gewinnabschöpfung
Die Präventive Gewinnabschöpfung (PräGe) bzw. Präventive Vermögensabschöpfung (PräVe) ist ein polizeirechtlicher Begriff und eine Maßnahme zur Sicherstellung von Gegenständen und Bargeld durch Polizei und Ordnungsbehörden.
Gegenstände, die mit an Sicherheit grenzender Wahrscheinlichkeit aus Straftaten hervorgegangen sind oder mit Straftaten in Verbindung stehen, die aber keiner konkreten Straftat des Beschuldigten zugeordnet werden können, unterliegen weder dem Verfall noch der Einziehung nach dem Strafgesetzbuch.
Die präventive Gewinnabschöpfung dient der Abschöpfung solcher offensichtlich deliktischer Gewinne, um
1. Eigentumsansprüche Berechtigter – einschließlich der von Personen, die rechtmäßig die tatsächliche Gewalt innehaben – über das Strafermittlungsverfahren hinaus zu wahren („Eigentumsschutz“, zum Beispiel § 26 Nr. 2 NPOG) und/oder
2. Sachen dem „kriminellen Kreislauf“ zu entziehen.

Unter 2. fallen Gegenstände in Form von Hehlereidelikten; Bargeldbeträge in Bezug auf zum Beispiel Drogenhandel, illegalen Zigarettenhandel oder Enkeltrickbetrug („Abwehr einer gegenwärtigen Gefahr“, zum Beispiel § 26 Nr. 1 NPOG).
Der Erlös der sichergestellten Sachen (Gegenstände) bzw. das unmittelbar sichergestellte Bargeld fallen an den Fiskus (je nach Zuständigkeit Bund, Länder, Kommunen), sofern nach Ablauf der gesetzlichen Fristen keine Eigentümer oder sonst Berechtigte festgestellt werden können und/oder die Sachen zur Abwehr einer gegenwärtigen Gefahr sichergestellt wurden.

## Ursprung und Implementierung
Die PräGe wurde 2003 zunächst als Osnabrücker Modell in Absprache zwischen der Staatsanwaltschaft Osnabrück, der Stadtverwaltung Osnabrück und der Polizeiinspektion Osnabrück-Stadt erprobt. Inzwischen praktizieren neben dem Land Niedersachsen auch die Bundesländer Rheinland-Pfalz, Berlin, Hessen, Nordrhein-Westfalen, Sachsen, Schleswig-Holstein und Thüringen die Präventive Gewinnabschöpfung auf Grundlage der Polizeigesetze sowie die Bundespolizei gem. §§ 47 ff. BPolG und die Zollverwaltung gem. §§ 40 ff. ZFdG.
Vor praktischer Durchführung der PräGe sind insbesondere zu beachten:
- Verfall, Erweiterter Verfall und Einziehung (§§ 73 ff. StGB),
- ausdrückliche Verzichtserklärung des letzten Gewahrsamsinhabers,

ggf. alternativ in Betracht zu ziehen:
- Sicherheitsleistung gemäß § 7a Asylbewerberleistungsgesetz (AsylbLG),
- Gewinnabschöpfung durch Besteuerung.

## Rechtsgrundlagen
Sicherstellung (zum Beispiel § 26 Nrn. 1, 2 NPOG), Verwahrung (zum Beispiel § 27 NPOG), Herausgabe bzw. Nichtherausgabe (zum Beispiel § 29 NPOG) und ggf. Verwertung (zum Beispiel § 28 NPOG) nach den Gefahrenabwehrgesetzen des Bundes (Bundespolizeigesetz, BKA-Gesetz) und der Länder (Sicherheits- und Ordnungsgesetze, Polizeigesetze, Polizeiaufgabengesetze usw.) vor strafprozessualer Herausgabe offensichtlich nicht rechtmäßig erlangter Sachen (Gegenstände, Bargeld) durch die Polizei- oder Verwaltungs- bzw. Ordnungsbehörden o. Ä.
Die Sicherstellung von Buchgeld (Forderung, sonstige Vermögensrechte) ist in folgenden Gefahrenabwehrgesetzen speziell geregelt: Brandenburg (§ 25 Abs. 2 BbgPolG), Baden-Württemberg (§ 38 Abs. 2 PolG), Hessen (§ 40 Abs. 2 HSOG), Mecklenburg-Vorpommern (§ 61 Abs. 2 SOG M-V) und Bayern (Art. 25 Abs. 2 PAG).

### Entscheidungen des Bundesverfassungsgerichts (BVerfG) und des Bundesverwaltungsgerichts (BVerwG) als Orientierung
Das BVerfG hat sich in seinem Beschluss – 2 BvR 564/95 – vom 14. Januar 2004 zu § 73d StGB ("Erweiterter Verfall ist mit dem Grundgesetz vereinbar") mit präventiv-ordnenden Zielen, die auch für die PräGe als Orientierung dienen können, befasst und u. a. entschieden:
- Der Gesetzgeber sieht in der Gewinnabschöpfung also nicht die Zufügung eines Übels, sondern die Beseitigung eines Vorteils, dessen Verbleib den Täter zu weiteren Taten verlocken könnte. ... (Absatz 65)
- ... Der korrigierende Eingriff aber, mit dem der Staat auf eine deliktisch entstandene Vermögenslage reagiert, ist nicht notwendig repressiv. Auch das öffentliche Gefahrenabwehrrecht erlaubt hoheitliche Maßnahmen, um Störungen zu beseitigen. Gefahrenabwehr endet nicht dort, wo gegen eine Vorschrift verstoßen und hierdurch eine Störung der öffentlichen Sicherheit bewirkt wurde. Sie umfasst auch die Aufgabe, eine Fortdauer der Störung zu verhindern (...). (Absatz 68)
- Beschluss BVerfG, Az. 1 BVR 732/11, vom 24.10.2011 (Gefahrenabwehrrechtliche Sicherstellung von Bargeld in Höhe von 33.000 €; Nichtannahme der Verfassungsbeschwerde)
- Beschluss BVerwG, Az. 6 B 58.19, vom 16.12.2019 (Streit um die polizeiliche Sicherstellung von Bargeld in Höhe von 29.000 €; Rechtssache ist nicht von grundsätzlicher Bedeutung)